# Салют-4
«Салют-4» (ДОС-4 или № 124) — орбитальная космическая станция по программе гражданских пилотируемых станций СССР «Долговременная орбитальная станция» (ДОС), была выведена на орбиту ракетой-носителем «Протон-К» 26 декабря 1974 года. Станция закончила свою работу 3 февраля 1977 года.
За время существования станции на ней работали два экипажа: 11 января 1975 года на «Союзе−17» прилетели Алексей Губарев и Георгий Гречко, а 24 мая 1975 года на «Союзе−18» прибыли Пётр Климук и Виталий Севастьянов. В апреле 1975 года планировалось посещение станции экипажем «Союза-18-1» в составе Василия Лазарева и Олега Макарова, но из-за отказа третьей ступени ракеты-носителя полёт закончился в аварийном режиме.

## Общие характеристики
Орбитальная станция «Салют-4» (КБ Королёва) представляла собой модифицированную станцию «Салют-1». Вместо четырёх солнечных батарей, установленных попарно на переходном и агрегатном отсеке, были установлены три поворотные на цилиндрической части малого диаметра рабочего отсека. Площадь солнечных батарей была увеличена с 28 м2 (на «Салюте-1») до 60 м2, генерируемая электрическая мощность — до 4 кВт.
После гибели экипажа «Союза-11» (Добровольский, Волков, Пацаев) космические корабли серии «Союз» стали двухместными, соответственно станция была рассчитана на полёт двух космонавтов. Также были другие изменения.

### Устройство орбитальной станции «Салют-4»
Основой орбитальной станции «Салют-4» являлся рабочий отсек (РО), представляющий собой цилиндр малого диаметра (диаметр 2,9 м, длина 3,5 м), соединённый конусной проставкой с цилиндром большого диаметра (диаметр 4,15 м, длина 2,7 м). Торцевые поверхности рабочего отсека образованы сферическими оболочками. Внутри корпуса по периметру установлена рамная конструкция, на которой закреплены агрегаты и узлы. Внутренним сечением рама образует квадрат, свободное пространство которого являлось обитаемой зоной для экипажа. Изнутри рама закрыта съёмными панелями, для удобства окрашенными в разные цвета (условный «пол», «потолок» и «стены»). В цилиндре малого диаметра размещались центральный пост управления станцией, зона отдыха, места для хранения и принятия пищи, спальные места. В цилиндре большого диаметра размещалось научное оборудование, спортивные тренажёры, предназначенные для коррекции отрицательного влияния невесомости на организм космонавтов, душевая установка, в отдельном изолированном отсеке — космический туалет.
Снаружи корпус станции покрыт экранно-вакуумной изоляцией, препятствующей перегреву на освещённой Солнцем части орбиты и охлаждению в тени Земли. Также экранно-вакуумная изоляция защищает станцию от микрометеоритов. Под «нижней стороной» цилиндрической части малого диаметра бытового отсека находятся радиаторы системы терморегуляции, излучающие излишнее тепло в космическое пространство.
Газовый состав атмосферы на борту станции «Салют-4» по составу близок к Земному, поддерживалось нормальное давление и температура.
Углекислый газ, образующийся при дыхании космонавтов, поглощался в регенеративных патронах, при происходящей химической реакции в атмосферу станции выделялся кислород.
Перед цилиндром малого диаметра рабочего отсека установлен переходный отсек (ПО) диаметром 2 м, длина со стыковочным узлом 3 м. Между переходным и рабочим отсеком — люк с герметичной крышкой. На переднем конце переходного отсека — пассивный стыковочный узел, снабжённый люком с герметичной крышкой для перехода в транспортный космический корабль «Союз». На боковой поверхности переходного отсека — люк для проникновения внутрь станции при строительных работах на Земле. В переходном отсеке также находились научные приборы.
К заднему концу цилиндра большого диаметра рабочего отсека прикреплён агрегатный отсек (АО), в котором размещалась корректирующая двигательная установка (КДУ) с топливными баками, двигатели системы ориентации и их топливные баки. Корректирующая двигательная установка была взята от КК «Союз», работала на двухкомпонентном высококипящем ракетном топливе (тетраоксид диазота + несимметричный диметилгидразин). Двигатели системы ориентации — тоже от «Союза», работали на однокомпонентном топливе (перекись водорода, в двигателях происходило её каталитическое разложение с образованием высокотемпературной смеси водяного пара и кислорода). По сравнению с КК «Союз» объём топливных баков был увеличен в два раза.
- Длина — 15,8 м
- Наибольший диаметр — 4,15 м
- Обитаемый объём — 90 м³
- Стартовая масса — 18 900 кг[4]

## Экспедиции
- Запуск станции ''Салют-4'' — 26.12.1974
- «Союз-17» (запуск — 11 января 1975 года, посадка — 9 февраля 1975 года);
- «Союз-18-1» (запуск — 5 апреля 1975, посадка — 5 апреля 1975 года) — суборбитальный космический полёт;
- «Союз-18» (запуск — 24 мая 1975 года, посадка — 26 июля 1975 года);
- «Союз-20» (запуск — 17 ноября 1975 года, посадка — 16 февраля 1976 года) — беспилотный космический корабль, испытание новых бортовых систем на предмет продления ресурса корабля до 90 дней в состыкованном со станцией виде.

## Научная аппаратура станции
Масса научной аппаратуры Салюта-4 составляла около 2 тонн, в её состав входили 25 см солнечный телескоп ОСТ-1 (разработка КрАО), спектрометры (дифракционный КДС-3, для регистрации изотопов лёгких ядер СИЛЯ-4, солнечный КСС-2, ИК-телескоп ИТС-П), регистраторы метеорного вещества ММК-1 и нейтральных частиц «Рябина», масс-спектрометр «Спектр», датчик температуры верхней атмосферы «Эмиссия», аппаратура для наблюдения за Землёй (КАТЭ-140, КАТЭ-500, БА-ЗК), телефотометр «Микрон», оборудование для медицинских и технологических экспериментов.

### Рентгеновские инструменты
Среди основных инструментов станции были рентгеновские телескопы «Филин» и РТ-4. Телескоп РТ-4 представлял собой параболическое зеркало (диаметром 20 см) косого падения (эффективная площадь ~100 кв.см) и газовый счётчик для мягких рентгеновских лучей в диапазоне энергий ~0,15-0,3 кэВ. Телескоп был установлен вне герметичного отсека станции и имел два привода (по двум осям) и два фотогида с полями зрения около 10 градусов. Телескоп работал в нескольких режимах. В основном режиме станция предварительно наводилась на исследуемый объект, после чего приводы телескопа доводили его с точностью около 15 угловых минут и стабилизировали с точностью 5 угловых минут. В режиме сканирования телескоп просматривал участок небесной сферы размером 8 × 8 градусов. В запасном режиме была возможность навести телескоп без использования собственных приводов телескопа (то есть за счёт ориентации станции). Для астрометрической привязки наблюдений параллельно проводилось фотографирование неба при помощи камеры БА-3К. Рентгеновский спектрометр «Филин» представлял собой газовый счётчик общей площадью ~500 кв.см. Рабочий диапазон энергий — 0,2-10 кэВ. Спектрометр «Филин» так же был установлен вне герметичного отсека станции.
Из-за того, что рентгеновские инструменты не могли постоянно работать в автоматическом режиме, сеансов наблюдений за всё время работы станции «Салют-4» на орбите не так много: 3 наблюдения были проведены первой экспедицией и 8 — второй.
- Получен энергетический спектр рентгеновской новой в созвездии Единорога 1975 года (A0620-00)[9].
- Измерены потоки и спектры ряда рентгеновских источников, в том числе Скорпион Х-1, SS Лебедя, Лебедь Х-1, Циркуль X-1 и др.[10][11][12]

С борта «Салюта-4» было отснято 5,6 миллиона квадратных километров территории Советского Союза. 

## Линейка событий
В этом разделе в таблице кратко описана последовательность всех событий стыковки/расстыковки орбитальной станции «Салют-4» с космическими кораблями.
Всего в таблице присутствует 8 событий. Соответственно орбитальная станция «Салют-4» находилась на орбите в 7 промежуточных состояниях. Эти состояния делятся на две группы:
1) орбитальная станция «Салют-4» не состыкована ни с одним космическим кораблём (зелёный цвет в таблице) — 4 состояния;
2) орбитальная станция «Салют-4» состыкована с одним космическим кораблём (красный цвет в таблице) — 3 состояния.
| №                                                              | Дата       | Действие                                                                      | Корабль                         | Экипаж              |
| 1                                                              | 1974-12-26 | Запуск                                                                        | «Салют-4» (орбитальная станция) | —                   |
| Состояние на орбите: станция «Салют-4»: без экипажа            |            |                                                                               |                                 |                     |
| 1-й экипаж                                                     |            |                                                                               |                                 |                     |
| 2                                                              | 1975-01-12 | Стыковка                                                                      | «Союз-17» (1-й пилотируемый)    | Губарев, Гречко     |
|                                                                |            | Состояние на орбите: комплекс «Салют-4»-«Союз-17»: экипаж Губарев, Гречко     |                                 |                     |
| 3                                                              | 1975-02-09 | Расстыковка                                                                   | «Союз-17» (1-й пилотируемый)    | Губарев, Гречко     |
| Состояние на орбите: станция «Салют-4»: без экипажа            |            |                                                                               |                                 |                     |
| 2-й экипаж                                                     |            |                                                                               |                                 |                     |
| 4                                                              | 1975-05-25 | Стыковка                                                                      | «Союз-18» (2-й пилотируемый)    | Климук, Севастьянов |
|                                                                |            | Состояние на орбите: комплекс «Салют-4»-«Союз-18»: экипаж Климук, Севастьянов |                                 |                     |
| 5                                                              | 1975-07-26 | Расстыковка                                                                   | «Союз-18» (2-й пилотируемый)    | Климук, Севастьянов |
| Состояние на орбите: станция «Салют-4»: без экипажа            |            |                                                                               |                                 |                     |
| Автоматический полёт                                           |            |                                                                               |                                 |                     |
| 6                                                              | 1975-11-19 | Стыковка                                                                      | «Союз-20» (без экипажа)         | —                   |
| Состояние на орбите: комплекс «Салют-4»-«Союз-20»: без экипажа |            |                                                                               |                                 |                     |
| 7                                                              | 1976-02-16 | Расстыковка                                                                   | «Союз-20» (без экипажа)         | —                   |
| Состояние на орбите: станция «Салют-4»: без экипажа            |            |                                                                               |                                 |                     |
| 8                                                              | 1977-02-03 | Окончание существования                                                       | «Салют-4»                       | —                   |

### Комментарии
1. 1 2  Приблизительные значения, так как апогей и перигей менялись после каждой коррекции орбиты.